# Observatoire des statistiques de l'immigration et de l'intégration
Pour un article plus général, voir Statistiques sur l'immigration en France.
Ne doit pas être confondu avec Observatoire de l'immigration et de la démographie.
L'Observatoire des statistiques de l'immigration et de l'intégration ou Observatoire statistique de l'immigration et de l'intégration (OSII) était un organisme public français chargé de rassembler des données fiables sur les flux migratoires en France, données auparavant dispersées entre plusieurs ministères, et d'évaluer les politiques menées en matière d'intégration. 
L'observatoire a disparu en même temps que son organisation de tutelle, le Haut Conseil à l'Intégration.  

## Attributions
Créé le 2 juillet 2004, l'OSII fait partie du Haut Conseil à l'intégration (HCI). Il a pris la suite du groupe statistique du HCI. Il réunit des membres de l'Institut national de la statistique et des études économiques (Insee), de l'Institut national d'études démographiques (INED) et de l'Office des migrations internationales (OMI) ainsi que des différents ministères concernés.

## Direction
Le président de l'OSII est[Quand ?] la sociologue Jacqueline Costa-Lascoux, chercheur au Centre de recherches politiques de Sciences Po (CEVIPOF). Son conseil scientifique est présidé par Hélène Carrère d'Encausse.